# Mateo Booz
Mateo Booz, eigentlich Miguel Angel Correa, (* 7. August 1881 in Rosario, Santa Fe; † 16. Mai 1943) war ein argentinischer Schriftsteller.

## Leben
Booz begann an der Universität seiner Heimatstadt ein Studium, das er aber schon nach kurzer Zeit abbrach. Er begann in der Verwaltung zu arbeiten und 1910 betraute man ihn mit der Leitung der Polizeiverwaltung von Rosario. Zwei Jahre später holte man ihn als Verwaltungsfachmann ins Wirtschaftsressort der Provinzregierung von Santa Fe. 1933 wechselte Booz in gleicher Funktion zur Regierung nach Buenos Aires. 1936 kehrte er in seine Heimatstadt zurück und übernahm dort die Leitung des Gerichtsarchivs.
Parallel zu seinem Brotberuf schrieb er als freier Mitarbeiter regelmäßig für Zeitungen und Zeitschriften wie „La Nación“, „El Hogar“, „Estampa“ oder „Mungo Argentino“.
Mit beinahe 62 Jahren starb Booz am 16. Mai 1943 in Buenos Aires und fand dort auch seine letzte Ruhestätte.

## Rezeption
Booz thematisierte in seinem literarischen Schaffen fast ausschließlich seine Heimat. Anhand der Landschaft und ihrer Bewohner konfrontiert er seine Leser immer wieder mit dem Aufeinandertreffen der alteingessenen konservativen Bourgeoisie und den neuen Einwanderern.

## Ehrungen
- 1926 - Prémio del Amigos del Arte für „Humo del laurel“

## Werke (Auswahl)
- La ciudad cambió de voz. 1938.
- La terra del aire y de sol. 1926.
- La vuelta de Zamba. 1926.
- Nicolás Avellaneda. 1928.
- Humo del laurel. 1926.